# Relations entre le Bénin et l'Union européenne
Les relations entre le Bénin et l’Union européenne reposent principalement sur l'accord de partenariat entre l'Union et les pays d'Afrique, Caraïbes et Pacifique (accord de Cotonou) signé en 2000 et révisé en 2005 et 2010. Le dialogue bilatéral entre l'Union et le Bénin portait principalement sur la situation régionale, politique, commerciale, de développement et la gouvernance.
Les priorités de la coopération bilatérale Union-Bénin pour 2008-2013 sont la gouvernance et le développement local, l'infrastructure et l'intégration régionale et la réduction de la pauvreté.

## Sources

## Compléments